# 3-(clorometil)heptano
El 3-(clorometil)heptano es un compuesto orgánico de fórmula molecular C8H17Cl. Es un haloalcano no lineal de ocho átomos de carbono y un átomo de cloro. Recibe también los nombres de cloruro de 2-etilhexilo, 1-cloro-2-etilhexano y cloruro de isooctilo.

## Propiedades físicas y químicas
A temperatura ambiente, el 3-(clorometil)heptano es un líquido incoloro con una densidad menor que la del agua, ρ = 0,882 g/cm³. Tiene su punto de ebullición a 173 °C y su punto de fusión -70 °C, algo más bajos que los de su isómero 1-clorooctano.
El valor del logaritmo de su coeficiente de reparto, logP = 4,33, denota que es más soluble en disolventes apolares —como el 1-octanol— que en disolventes polares.
Su solubilidad en agua es de 0,050 g/L

## Síntesis
El 3-(clorometil)heptano se prepara por reacción de 2-etilhexanol con cloruro de hidrógeno gaseoso a 140 °C y una presión entre 3,8 y 4,8 bares. La mezcla así obtenida se trata con fosgeno y cloruro de hexabutilguanidinio como catalizador para obtener un 97% de 3-(clorometil)heptano después de 
destilación.
También partiendo de 2-etilhexanol, y usando como catalizador cloruro de N-n-octilalquilpiridinio a 135 °C, se alcanza un rendimiento del 99,3% tras un tiempo de reacción total de 22 horas. El rendimiento es inferior (81,9%) si se utiliza hidrocloruro de alquilpiridina.
Igualmente, la descarboxilación del cloroformiato de 2-etilhexilo, empleando como catalizador dimetilformamida (DMF), produce 3-(clorometil)heptano con un rendimiento del 86%.

## Usos
El 3-(clorometil)heptano se puede usar como electrófilo en la síntesis de 2-piridilsilanos e interviene como intermediario en la conversión de alcanos a α-olefinas mediante halogenación de los primeros.
También se puede emplear en la preparación de compuestos que actúan en múltiples receptores de prostaglandinas, dando una respuesta antiinflamatoria general, así como en inhibidores de la uroquinasa.

## Precauciones
El 3-(clorometil)heptano es combustible, siendo su punto de inflamabilidad 52 °C. Tiene su temperatura de autoignición a 205 °C. Al arder pueden originarse emanaciones de gases tóxicos.
Por otra parte, el contacto con este producto puede provocar irritación en piel y ojos.